# محمد فرحات شيدة
محمد فرحات شيدة (ولد في 11 سبتمبر 1982 ) هو من أبرز الرياضين التونسين في دورات الألعاب البارالمبية الصيفية 2004، 2008 و2012.

## الإنجازات
بين 1990 و1997، شارك محمد فرحات في ألعاب القوى وسباق الدراجات قبل أن يصاب بشلل دماغي في حادث مرور سنة 2003. ثم التحق بالمنتخب الوطني لرياضة المعاقين سنة 2004 حيث فاز في الألعاب البارالمبية في أثينا بثلاثة ميداليات؛ ذهبية، فضية وبرونزية.
في الألعاب البارلمبية الصيفية 2008 ببيجين، فاز محمد فرحات بميداليتين ذهبيتين وميدالية فضية. كما فاز بميدالية ذهبية في الألعاب البارلمبية الصيفية 2012 التي أُقيمتْ في لندن.

## الإختصاصات
- 100 متر رجال T38
- 200 متر رجال T38
- 400 متر جال T38
- قفز طويل رجال F37/38

## الأرقام القياسية
حقق محمد فرحات رقم قياسي عالمي في القفز الطويل في الألعاب البارالمبية 2008 في بيجين.

## مواضيع ذات علاقة
تونس في الألعاب البارالمبية الصيفية 2012

## روابط خارجية
- محمد فرحات شيدة على موقع Paralympic.org (الإنجليزية)
- محمد فرحات شيدة على موقع IPC.InfostradaSports.com (مؤرشف) (الإنجليزية)